# Soundeffekt

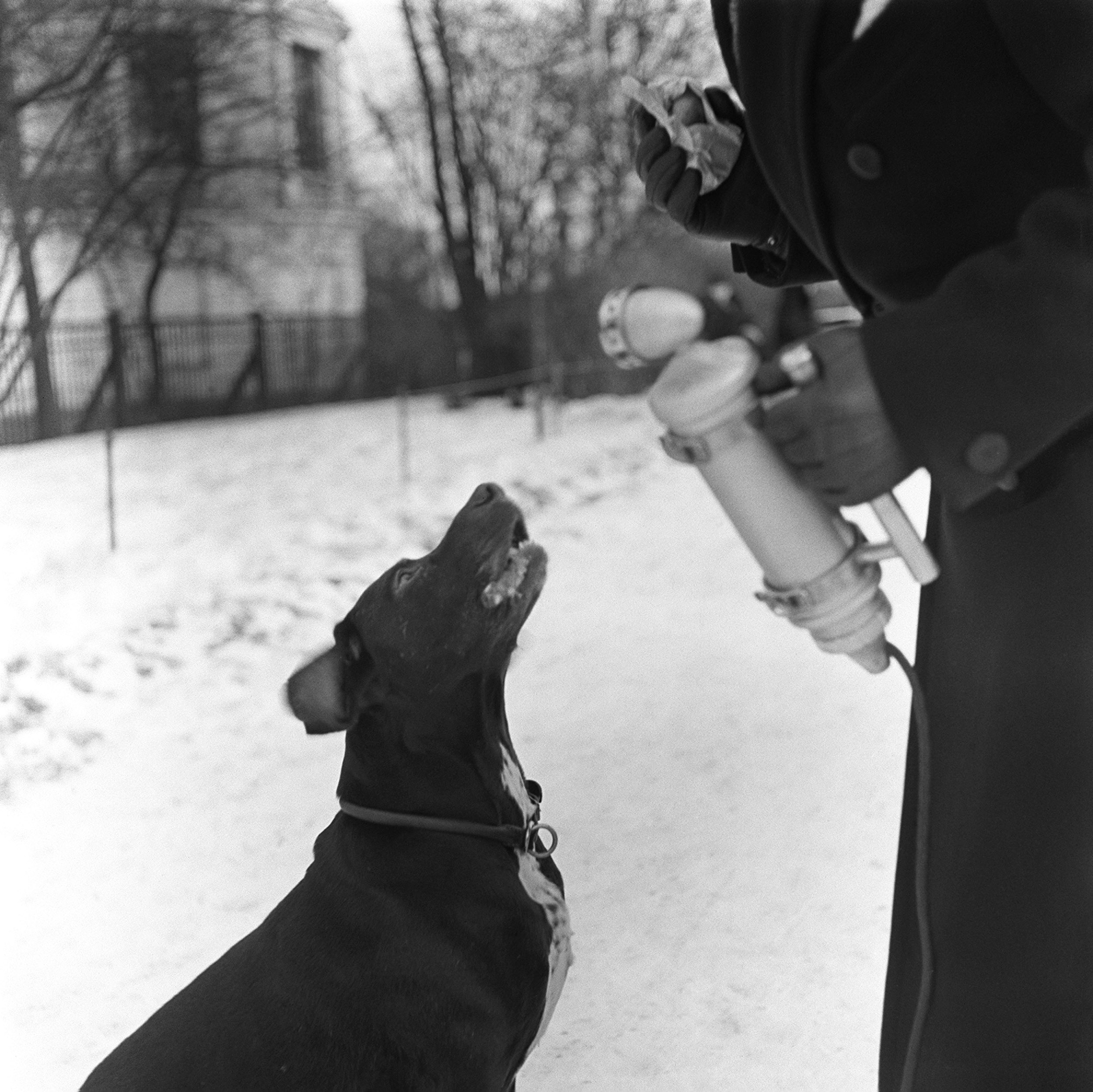
Aufnahme eines Hundes mit einem Kondensatormikrofon, Finnland, 1930er Jahre

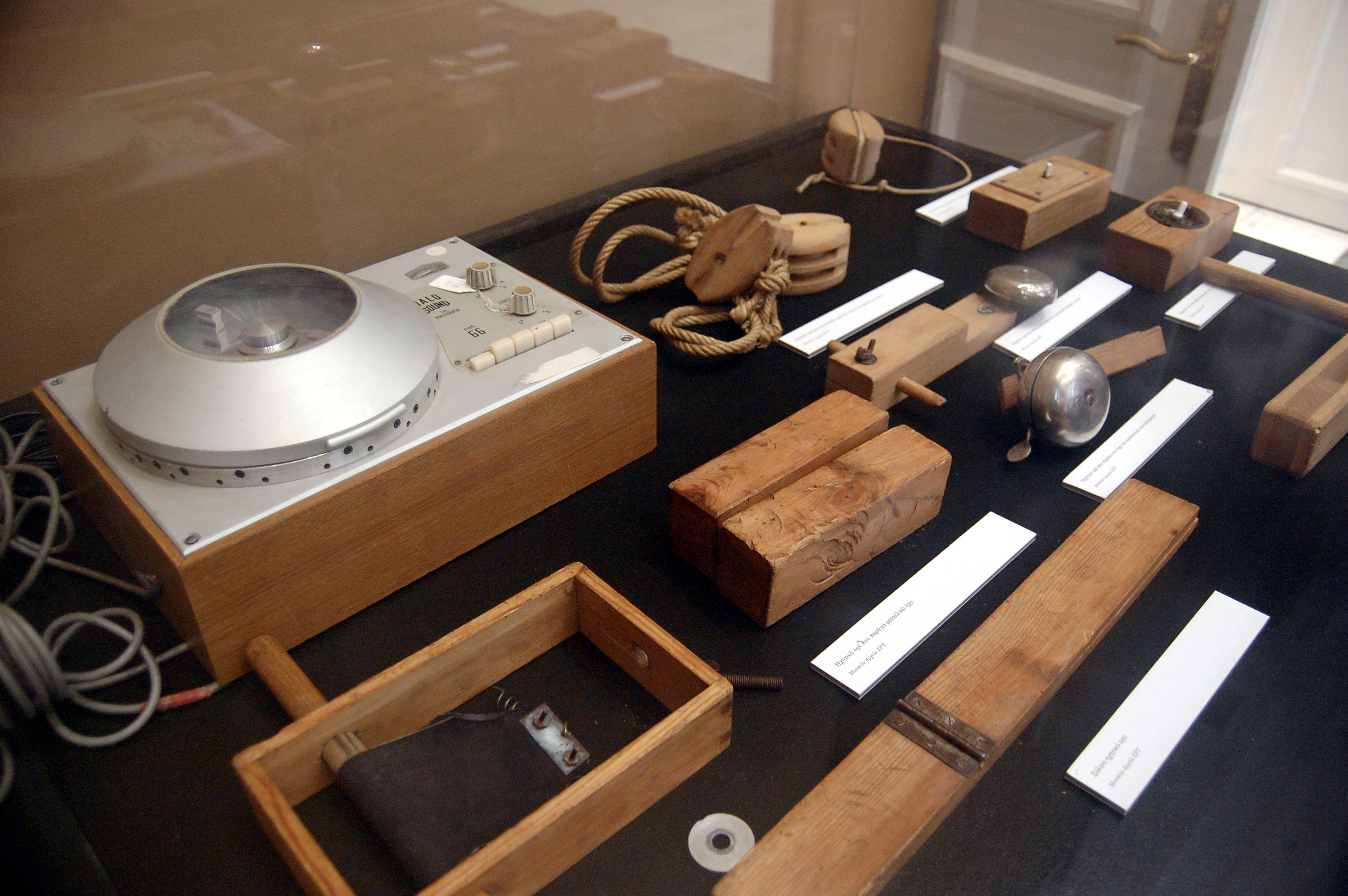
Gerätesammlung des Griechischen Nationalen Rundfunks zur Herstellung analoger Soundeffekte

Ein Soundeffekt (englisch sound effect) kurz SFX (doppeldeutig mit SFX – Spezialeffekt) ist ein natürlich oder künstlich erschaffenes bzw. technisch verändertes akustisches Signal, das dem Zuhörer eine veränderte Realität suggerieren soll.

## Zweck
Dabei ist zu unterscheiden zwischen:
- dem Effekt als solchen: ein Klang (Sound) in einem Film, Hörspiel, Computer- oder Videospiel oder auf Tonträgern der Musikindustrie sowie sonstigen Massenmedien.
- dem Algorithmus zu dessen Erzeugung; siehe Abschnitt Technik.

Zweck von Soundeffekten ist die angestrebte Verbesserung, Veränderung oder Modifizierung der Klangqualität oder des Hörerlebnisses von Tonaufnahmen. Zuständig für den Einsatz von Soundeffekten sind in erster Linie Toningenieure, Musikproduzenten oder Arrangeure.

## Geschichte
Die Nutzung von Soundeffekten geht auf das Theater zurück, wobei zumeist einfache Geräusche wie Donner oder das Klappern von Pferdehufen erschaffen wurden. Erst mit der Verbreitung des Radios und den Übertragungen von Hörspielen in den 1920er Jahren wurde der Produktion von Geräuschen eine höhere Bedeutung beigemessen. Spätestens mit dem Wechsel vom Stumm- zum Tonfilm wurden die Töne der Geräuschemacher zum unverzichtbaren Instrument in der Filmbranche. Heute ist der Mediengestalter Bild und Ton ein anerkannter Ausbildungsberuf.
In ihrem Jahrbuch 1931 veröffentlichte die BBC den ersten großen Fachartikel über den Einsatz von Klangeffekten („The Use of Sound Effects“) im Hörfunk: „Es wäre ein großer Fehler, sie ähnlich wie Satzzeichen und Accents in Druckwerken zu betrachten. Soundeffekte sollten niemals einfach so in ein schon bestehendes Programm ‚eingestreut‘, sondern vom Autor einer Sendung als Bausteine gesehen werden, auf denen er sein Werk begründet; sie haben für ihn damit die gleiche Bedeutung wie Sprache und Musik.“ Der Artikel listet sechs „völlig verschiedene primäre Genres von Soundeffekten“ auf, darunter den „realistischen, bestätigenden“ Effekt, der das, was im Text erwähnt wird, unterstreicht, aber auch „symbolische“ und „impressionistische“ Effekte, die losgelöst vom Text Assoziationen und Gefühle auslösen können. Als Beispiel wird der Klang eines Morsegeräts genannt, um eine lange Schiffsreise in die Ferne anzudeuten. Die Grundbedingung für gute Soundeffekte ist dem Autor zufolge, dass der Hörer sie sofort versteht. Wenn nicht, solle man unbedingt darauf verzichten.
Seit 2018 stellt die BBC ihre  Sammlung von rund 16 000 Tonaufnahmen, die BBC Sound Effects, zur nichtkommerziellen Nutzung ins Netz.

## Film
In Film- und Fernsehproduktionen werden Soundeffekte meistens zur Schaffung oder Unterstützung einer bestimmten Atmosphäre benutzt. Soundeffekte sind somit neben dem Dialog und der Filmmusik ein wichtiges künstlerisches Ausdrucksmittel. Dabei unterscheidet man im Wesentlichen die folgenden Kategorien von Soundeffekten:
- Natürliche Geräusche (Nurtöne) zu Aktionen, die auch im Bild zu sehen sind, wie z. B. knallende Türen, Gewehrfeuer oder die Geräusche fahrender Autos.
- Hintergrund-Geräusche (Atmos), die nicht mit bestimmten Aktionen synchronisiert sind, sondern dem Publikum eine spezielle Situation verdeutlichen sollen. Diese Soundeffekte sind typischerweise Geräusche des Waldes, von Regen, Tieren, Maschinen oder hintergründiger Verkehrslärm.
- Künstliche Soundeffekte (SFX) kommen in der Natur zum Teil nur abgeschwächt oder gar nicht vor und müssen daher von einem Geräuschemacher erstellt werden. So kann zum Beispiel eine futuristische Technologie mit einem passenden Geräusch versehen werden.

## Technik
Zur Erschaffung von Soundeffekten wird neben Synthesizern und Effektgeräten verstärkt digitale Sound-Software eingesetzt. Viele Soundeffekte basieren jedoch auf alltäglichen Geräuschen. So entstand der bekannte Laserschwert-Klang aus den Star-Wars-Filmen durch die Kombination der Geräusche eines Fernsehers und eines Projektormotors. Aber auch der Geräuschemacher, der mit einem großen Koffer voller Dinge anreist, die er zum Erstellen von Geräuschen benötigt, findet sich noch immer in den großen Film- und Fernseh-Studios.
Zu den wichtigsten Techniken und Effekten in der Musik gehören:
- Overdub
- Delay
- Equalizer
- Flanger
- Phaser
- Chorus
- Filter
- Pitch-Shifter
- Verzerrer